# 알렉스 라이프슨
알렉스 라이프슨(Alex Lifeson, OC, 1953년 8월 27일~)은 캐나다의 음악가로, 록 밴드 러쉬의 기타리스트로 잘 알려져 있다.

## 서훈
- 1996년 캐나다 훈장 오피서(OC)